# Epipterygium pacificum
Epipterygium pacificum là một loài rêu trong họ Bryaceae. Loài này được Besch. mô tả khoa học đầu tiên năm 1898.